# Юридична особа
Юриди́чна осо́ба — це юридичний термін для позначення організації як суб'єкта права, яка має власну правоздатність, тобто може від свого імені набувати майнових і особистих немайнових прав та брати на себе зобов'язання, самостійно брати участь у правовідносинах, бути позивачем та відповідачем у суді.  
Кожна держава має свої правила для юридичних осіб. 
В Україні організація визнається юридичною особою після проведення її державної реєстрації та внесення до Єдиного державного реєстру. 
Загальновизнана суть концепції юридичної особи, яка закріплена в правових системах усіх розвинених країн, полягає в тому, що кожна компанія має власну правосуб'єктність, відмінну від правосуб'єктності осіб, які її заснували; учасники компанії несуть відповідальність за її зобов'язаннями в межах вартості належних їм часток; майно компанії є відокремленим від майна її учасників; компанія існує незалежно від учасників; компанія як самостійний суб'єкт права може від свого імені укладати правочини, а також виступати в суді як відповідач та позивач. Самостійна відповідальність за своїми зобов'язаннями всім належним їй майном є однією з головних ознак юридичної особи.

## Концепції пояснень природи юридичної особи
Також аналізуючи можливість застосування до держави матеріальних ознак юридичної особи, доходимо висновку, що на даний момент відсутні об’єктивні перешкоди для визнання держави Україна юридичною особою публічного права. Що стосується процесуальної ознаки юридичних осіб, то її застосування до держави, наразі, є необхідністю за для практичної реалізації цивільно-правових норм, зокрема, про майнову відповідальність держави перед приватною особою. Таким чином, приєднуємося до позиції тих дослідників, які висловлюються про можливість та необхідність визнання за державою статусу юридичної особи публічного права.
Юридичні особи - групи людей, організації (наприклад, такі, як корпорації), які розглядаються правом як окремі особи, суб’єкти права.  ,  ,  . У той час як люди набувають право суб’єктності при народженні, юридичні особи набувають її при створенні відповідно до закону.
Термінологія: латинь – persona ficta, англ. – legal person, синоніми juridical person, juridic, juristic, artificial, or fictitious person, також може вживатися близькі artificial, juridical, juristic personality.
Юридична особа має офіційну назву та певні права, заходи захисту, привілеї, обов'язки та відповідальність відповідно до закону, подібні до тих, що має  фізична особа. Поняття юридичної особи - фундаментальна юридична фікція. Воно має як загальнотеоретичне, так і галузеве значення (зокрема використовується у сфері приватного права).
Юридична особа дозволяє одній або кільком фізичним особам (universitas personarum) діяти як єдине ціле (організація) в юридичних цілях. В багатьох  юрисдикціях штучна персональність дозволяє такому утворенню розглядатися відповідно до закону окремо від його індивідуальних учасників (наприклад, в акціонерному товаристві – від його акціонерів). Вони можуть виступати позивачем і відповідачем у справі, укладати договори, набувати обов’язків та володіти власністю. На організації з правосуб'єктністю можуть також бути накладені певні юридичні обов'язки, наприклад, зі сплати податків. Також такий статус може захистити учасників організації від особистої відповідальності. 
Поняття юридичної особи не абсолютне. У країнах загального права можливе "зняття корпоративної завіси", що стосується визначення статусу фізичних осіб, що діють як агенти компанії при вчиненні дій або прийнятті рішень. Таке зняття можливе шляхом винесення юридичного рішення, за яким права або обов'язки юридичної особи (наприклад, корпорації або громадської компанії з обмеженою відповідальністю) розглядають як права або обов'язки членів або директорів цієї організації.
Поняття юридичної особи на сьогодні центральне в західному праві, як в країнах із загальним, так і континентальним правом, але воно також присутнє фактично у кожній правовій системі. 

## Створення та історія доктрини
Використання поняття правосуб’єктності стосовно організацій людей є принаймні таким давнім як Стародавній Рим: римське право визнавало права різноманітних колегій.
Доктрину приписують Папі Римському Іннокентію IV, який, здається, принаймні, допоміг поширити ідею persona ficta, як її називають латиною. У ранній церкві доктрина persona ficta дозволила монастирям мати юридичне існування, окреме від ченців, спрощуючи проблему узгодження потреби таких груп мати інфраструктуру з узятими монахами обітницями особистої бідності. Інший ефект цього полягав у тому, що як фіктивна особа, монастир не міг вважатися винним у деліктах через відсутність душі, що допомагало захистити організацію від позадоговірних зобов'язань щодо оточуючих спільнот. Це зумовило переміщення такої відповідальності на людей, що діяли всередині організації, що сама при цьому лишалася захищеною, тому що люди вважалися створіннями з душею, а відтак вважалися здатними нести відповідальність за порушення та могли бути відлучені від церкви.
У традиції загального права лише людина могла виступати позивачем і відповідачем у суді. Це не було проблемою до промислової революції, коли типове ділове підприємство було або приватним підприємством або партнерством - власники були просто відповідальні за борги бізнесу. Тоді як особливістю корпорації є те, що власники / акціонери несуть обмежену відповідальність - вони не відповідають за борги компанії. Таким чином, коли корпорація порушувала контракт або закон, не було ніякого засобу захисту прав, тому що обмежена відповідальність захищала власників, і корпорація не була суб’єктом, який би підпадав під дію закону. За корпоративні порушення не існувало ніякої відповідальності.
Для розв'язання цієї проблеми для корпорації була встановлена правосуб’єктність, що включала п'ять юридичних прав – право на спільні кошти чи фонд (включаючи право володіти власністю), право на корпоративну печатку (тобто, право укладати і підписувати контракти), право виступати позивачем і відповідачем (для захисту контрактів), право найняти агентів (працівників)  і право видавати внутрішні правила (самоврядування). 
З 19-го століття ідея юридичної особи була далі розвинена з тим, щоб розглядати її як громадянина, резидента або доміциліарія штату (зазвичай з метою визначення персональної юрисдикції). У Louisville, C. & C.R. Co. v. Letson, 2 How. 497, 558, 11 L.Ed. 353 (1844), Верховний Суд США постановив, що для цілей цієї справи, корпорація "розглядається як громадянин [штату, де вона створена], так само як фізична особа". Десять років по тому вони знову підтвердили висновок Letson, хоча на основі дещо іншої теорії, що "ті, хто використовує назву компанії, і реалізують права, що випливають з цього", мають беззаперечно презюмуватися громадянами штату реєстрації корпорації (Marshall v. Baltimore & Ohio R. Co., 16 How. 314, 329, 14 L.Ed. 953 (1854)). Ці ідеї були кодифіковані до статуту, статути США про юрисдикцію використовують прив’язку до доміцилію корпорацій.
Останнім часом отримала свого поширення інтегративна теорія юридичної особи, розроблена українським вченим Коструба А. В., яка заснована на критиці теорії фікції Ф. К. Савіньї (1876).
Автором висловлюються наступні тези її положень. Загальновідомо, що юридична особа в приватному праві це фікція фізичної особи як суб'єкта права, яка створюється шляхом штучної концентрації прав і обов'язків, з метою задоволення інтересу її засновника. Наведені положення знайшли свого закріплення в теорії фікції Ф. К. Савіньї.
В основу конструкції юридичної особи закладена концепція обмеженою цивільно-правової відповідальності її учасника за результати господарської діяльності останньої. Це теоретичне положення знайшло свого закріплення в нормах чинного законодавства як Україна так багатьох європейських країн. Однак, сьогодні ми можемо спостерігаємо потребу в позитивній деформації цього концепту. Завдяки категоріям самостійної юридичної відповідальності та автономності участі в цивільному обороті юридична особа стає засобом досягнення неправомірних цілей.
Правосуб'єктність юридичної особи корпорації втілена в діяльності органів його управління. Однак, в процесі взаємодії його органів управління з іншими особами за приводу забезпечення діяльності юридичної особи можливі ситуації, коли учасники такого взаємодії переслідують різновекторні або взаємовиключні цілі.
Абсолютна правосуб'єктності автономність юридичної особи від людини об'єктивно призводить до зловживань, оскільки обумовленість правових наслідків діяльності юридичної особи від суб'єктивних дій фізичної особи, що перебуває за її «вуаллю» безперечна. Компенсаторністю такої автономії виступає розширення меж юридичної відповідальності фізичних осіб за результати діяльності юридичної особи, а також фрагментарне звуження автономії її участі в цивільному обороті, зокрема, в частині захисту своїх суб'єктивних цивільних прав. У такому випадку, за твердженням вченого, слід говорити про можливість пред'явлення майнових вимог на користь юридичної особи. У процесуальної доктрині англо-саксонської правової системи така конструкція отримала назву непрямого позову. Зловживання органів управління юридичною особою призводять до необхідності врегулювання питань їх відповідальності.
З іншого боку, управління юридичною особою дає можливість його учаснику впливати на формування волі корпорації. Зловживання таким учасником своїм правом, використовуючи автономію цивільно-правової відповідальності та майнової відокремленості юридичної особи, накладає на нього відповідальність за її зобов'язаннями. У державах правової системи Common law такий феномен набув значного поширення і розкритий в доктрині «зняття корпоративної вуалі».
У наведених умов?Є на думку вченого, слід визнати втрату «чистоти» Personificationstheorie Ф. К. Савіньї. Фікція юридичної особи набуває ознак реалістичності, які інтерполюються із інтересу особи до неї, а також інтересу до особи, що знаходиться за такою фікцією. Активна поведінка третіх осіб щодо діяльності юридичної особи в цивільному обороті, можливість ототожнення їх правового інтересу з інтересом юридичної особи, з одночасним відокремленням волі юридичної особи від волі осіб, які впливають на нього є свідченням реальності існування юридичної особи.
Коструба А. В. обґрунтовує позицію, що сьогодні конструкція юридичної особи розкривається не тільки в контексті теорії фікції Ф. К. Савіньї, а й інтегрує в собі основні положення теорії інтересу Р. Єрінга, який вважав, що права і обов'язки юридичної особи в дійсності належать тим реальним фізичним особам, які фактично використовують спільне майно і отримують від нього вигоду. Отже, визначаючи сучасний погляд на природу юридичної особи вченим синтезовані положення теорії фікції Ф. К. Савіньї з положенням про сутність людського субстрату в діяльності юридичної особи, які розгорнуті в теорії інтересу Р. Єрінга та отриманий якісно новий теоретичний підхід, що розкриває природу юридичної особи.
В рамках розробленої вченим "Інтегративної теорії юридичної особи" проводиться дослідження проблем корпоративного управління.

## Ознаки юридичної особи
Принцип обмеженої відповідальності, закладений в основу існування юридичної особи, є загальним принципом цивільно-правової відповідальності, який полягає у повній відокремленості від своїх засновників і учасників — тобто відокремленості майна та відповідальності юридичної особи від осіб, які нею володіють і контролюють, а також самостійність компанії з юридичної точки зору, закріплені статтею 96 Цивільного кодексу України.
Не всі організації людей є юридичними особами. Юридичною особою визнається виключно повноцінний суб'єкт правовідносин, що означає, що з юридичною особою можна укладати договори та інші правочини майже так само як і з фізичною особою.
Юридична особа — це категорія цивільного права, проте юридичні особи беруть участь і у відносинах з нерівноправним становищем учасників, що ґрунтується на нормах адміністративного права, конституційного права, кримінального права.
Основними ознаками юридичної особи є:
- Участь у цивільному обороті від свого імені. Стороною договору виступає саме юридична особа (а не її засновники), вона несе відповідальність за його виконання.
- Наявність відособленого майна. Юридична особа може мати відокремлене майно, яке належить саме цій юридичній особі на праві власності. Юридична особа може володіти й іншим майном, на підставі інших речових прав.
- Кожна юридична особа має своє найменування.
- Юридична особа повинна мати місцезнаходження.
- Здатність бути позивачем або відповідачем у суді.
- Правоздатність і дієздатність юридичних осіб виникає з моменту її державної реєстрації. Юридична особа підлягає державній реєстрації у порядку, встановленому законом.
- Юридична особа набуває прав та здійснює свої обов'язки через свої органи.
- Юридична особа є суб'єктом господарювання (як і фізична особа-підприємець).
- Органи державної влади також є юридичними особами публічного права.

## Існування юридичної особи

### Заснування юридичної особи
Рішення про створення (заснування) юридичних осіб ухвалюють її засновники, відповідно до порядку, що залежить від конкретного типу юридичної особи (її організаційно-правової форми). Після прийняття рішення та оформлення документів, що необхідні для здійснення діяльності юридичних осіб (статутні документи), ці документи подаються для проведення державної реєстрації.
Державна реєстрація юридичних осіб полягає у засвідченні факту створення цієї юридичної особи, що здійснюється уповноваженим органом державної влади.

#### В Україні
В Україні державну реєстрацію здійснюють державні реєстратори Державної реєстраційної служби. В окремих випадках державна реєстрація проводиться в декілька етапів за участю також і інших органів державної влади. Відомості про державну реєстрацію юридичної особи містяться в Єдиному державному реєстрі юридичних осіб та фізичних осіб-підприємців.
Державна реєстрація проводиться відповідно до Закону України "Про державну реєстрацію юридичних осіб та фізичних осіб - підприємців".
При загальному порядку реєстрації юридичних осіб, засновники або уповноважена ними особа подає такий комплект документів державному реєстратору:
- Заповнена реєстраційна картка (форма 1).
- Рішення засновника про створення (оригінал, ксерокопія або завірена копія).
- Два примірники установчих документів (крім юридичних осіб, що діють на підставі модельного статуту).
- Документ, що засвідчує внесення реєстраційного збору за проведення державної реєстрації юридичної особи.
- Інші документи подаються в разі наявності відповідних вимог закону.

Для окремих категорій юридичних осіб (в залежності від організаційно-правової форми) встановлюється спеціальний порядок державної реєстрації, зокрема: політичні партії, державні  органи та органи місцевого самоврядування, асоціації органів місцевого самоврядування, банки, торгово-промислові палати, фінансові установи (у тому числі кредитних спілок), біржі тощо.
Інформація про зареєстрованих юридичних осіб доступна на офіційній вебсторінці: http://irc.gov.ua/ua/Poshuk-v-YeDR.html

### Припинення юридичної особи
Юридична особа може бути припинена за рішенням свого уповноваженого органу або в примусовому порядку за рішенням суду.
Юридична особа припиняється за своїм рішенням шляхом: 
- злиття,
- приєднання,
- поділу,
- перетворення,
- ліквідації.

Юридична особа припиняється на підставі рішення адміністративного суду про припинення юридичної особи.
Якщо юридична особа є неплатоспроможною, то вона припиняється за рішенням господарського суду внаслідок ліквідаційної процедури у справі про банкрутство.

### Перейменування, виділ, інші зміни
Юридична особа може змінити своє найменування, про що вносяться запис до Єдиного державного реєстру.
Виділом є перехід за розподільчим балансом частини  майна, прав та обов'язків юридичної особи до однієї або кількох створюваних нових юридичних осіб. Про виділ з юридичної особи нової вноситься відповідний запис до Єдиного державного реєстру.
У випадку виникнення необхідно до відомостей про юридичну особу, що містяться у Єдиному державному реєстрі, можуть бути внесені зміни (наприклад, зміна складу учасників, затвердження змін до статутних документів, зміна керівника, зміна контактної інформації).

## Основні реквізити юридичної особи
Реквізити юридичної особи — це ідентифікуючи ознаки юридичної особи як учасника правовідносин. Ці реквізити дозволяють виокремити юридичну особу — контрагента з-поміж інших юридичних осіб.
В Україні основними реквізитами виступають: найменування юридичної особи, місцезнаходження, ідентифікаційний код. Також важливими є банківські реквізити, як основні реквізити для розрахунків.

### Найменування юридичної особи
Див. також: організаційно-правова форма.
В Україні вимоги щодо написання найменування юридичної особи або її відокремленого підрозділу затверджені наказом Міністерства юстиції України.
Найменування юридичних осіб в Україні мають такий вигляд:
```
Товариство з обмеженою відповідальністю
 
"Торговельна організація "Київ"

Київський національний університет імені Тараса Шевченка

Відділ державної виконавчої служби Печерського районного управління юстиції у місті Києві

Дочірнє підприємство
 
"ГАЗ-ТЕПЛО"
 
Національної акціонерної компанії
 
"НАФТОГАЗ УКРАЇНИ"
```

В цих прикладах позначене зеленим кольором — це організаційно-правова форма, а позначене блакитним кольором — це назва юридичної особи. Разом організаційно-правова форма та назва утворюють найменування юридичної особи. Таким чином організаційно-правова форма є частиною найменування юридичної особи (крім державних установ) та завжди знаходиться перед назвою.
Юридичні особи не можуть у своєму найменуванні містити назви інших організаційно-правових форм. Найменування комунальних підприємств, державних та комунальних організацій (закладів, установ), дочірніх підприємств, підприємств споживчої кооперації та підприємств об'єднань громадян або релігійних організацій можуть містити інформацію про засновника цієї юридичної особи. В четвертому прикладі, наведеному вище, міститься посилання на засновника дочірнього підприємства (із зазначенням організаційно-правової форми та назви засновника).
Для вибору назви юридичної особи дозволяється використовувати обмежений набір символів (інші символи за межами цього набору є забороненими):
- великі та малі літери української абетки (малі літери можуть використовуватись з грудня 2014 року),
- цифри арабські та римські,
- проміжок, верхні лапки, крапка (.), кома (,), двокрапка, дужки (круглі), апостроф, дефіс, тире, коса риска (/), знак оклику, знак питання, номер (№), плюс (+), знак рівняння (=), зірочка (*), ет комерційна (@),
- при написанні найменування англійською мовою дозволяється використовувати символи латинської абетки.

Для окремих категорій юридичних осіб встановлюються також додаткові вимоги щодо вибору найменування. Так, слово "національний" можуть використовувати виключно організації, яким статус національної надано Указом Президента України; слово "банк" — виключно банки і т.д.

### Місцезнаходження юридичної особи
Місцезнаходженням юридичної особи є фактичне місце ведення діяльності чи розташування офісу, з якого проводиться щоденне керування діяльністю юридичної особи (переважно знаходиться керівництво) та здійснення управління і обліку.
Фактично місцезнаходження визначається адресою, за якою знаходиться керівний орган юридичної особи. У більшості випадків для надсилання юридичній особі повідомлення вважається достатнім направити листа за адресою місцезнаходження.
В залежності від місцезнаходження юридичної особи визначається державний орган, який здійснює її державну реєстрацію, податковий орган, що здійснює облік податків та зборів, місцевий бюджет, до якого сплачуються місцеві податки та інше.
Раніше замість "місцезнаходження" використовувався термін "юридична адреса", що є на сьогодні застарілим анахронізмом.

### Ідентифікаційний код
Характерною для України рисою, як і для деяких інших пострадянських країн є використання ідентифікаційного коду юридичної особи, що є її основною ідентифікуючою ознакою. Ідентифікаційний код зазначається на статутних та реєстраційних документах та печатці, є обов'язковим для зазначення на платіжних документах.
За ідентифікаційним кодом здійснюється облік юридичних осіб податковими органами, органами державної статистики тощо.
Історично ідентифікаційні коди присвоювались органами статистики для полегшення статистичного обліку та спостереження. Такі коди мали назви кодів ЄДРПОУ (єдиного державного реєстру підприємств, установ, організацій). Надалі код ЄДРПОУ використовувався як ідентифікаційний код, почав зазначатися на печатках та штампах юридичної особи.
Див. також: МФО.

## Документи юридичної особи

### Статутні документи
Статутний документ — це основний локальний нормативний акт, що визначає порядок діяльності юридичної особи. В ньому зазначаються повноваження органів управління та порядок прийняття ними рішень, а також міститься інша інформація, встановлена законом.
Конкретний вид статутного документа залежить від організаційно-правової форми юридичної особи, ним може бути:
- Статут,
- Модельний статут,
- Положення,
- Наказ тощо.

### Витяг
Витяг — це документ встановленого зразка, який видається юридичній особі на підтвердження інформації, що міститься в державному реєстрі. Наявність витягу підтверджує факт, що юридична особа є зареєстрованою та має всі права самостійного учасника правовідносин.
У витягу юридичної особи зазначається:
- найменування юридичної особи,
- ідентифікаційний код юридичної особи,
- місцезнаходження юридичної особи,
- прізвище, ім'я та по батькові осіб, які мають право вчиняти юридичні  дії  від  імені  юридичної  особи без  доручення,  у  тому числі підписувати договори, їх  реєстраційні  номери  облікових  карток  платників податків,
- наявність обмежень  щодо  представництва  від імені юридичної особи,
- відомості з реєстрів Пенсійного фонду України, органів статистики, доходів і зборів,
- службова інформація.

Хоча наявність у фізичної особи права укладати договори може бути визначено зі змісту Витягу, проте повноваження керівника підтверджуються іншим документом — рішенням вищого компетентного органу про призначення керівником.

### Ліцензія
Для окремих видів господарської діяльності обов'язковою умовою є ліцензування такої діяльності.

## Органи управління

### Засновники
Засновниками є особи (або особа), які прийняли рішення про створення юридичної особи.
В залежності від організаційно-правової форми, після утворення та державної реєстрації юридичної особи засновники діють, як правило, як вищий орган управління юридичною особою. Відповідно змінюється і назва засновників, вони починають називатися, наприклад, засновники, учасники, члени, власники тощо. Для деяких юридичних осіб (наприклад, установ, що створюються на підставі заповіту), засновник та вищий орган управління не збігається.
Проте, в Законі України "Про державну реєстрацію юридичних осіб та фізичних осіб-підприємців" (і в цій статті також) використовується єдине найменування таких осіб як "засновників".
Вищим органом управління юридичною особою можуть бути загальні збори, конференція, з'їзд тощо.

### Виконавчий орган
Виконавчий орган — це орган, який безпосередньо діє від імені юридичної особи та виконує рішення вищого органу. Виконавчий орган може бути утворений як колегіальний орган, так і як одноособовий.
Як правило, одноособовий виконавчий орган — це директор, генеральний директор, президент, ректор, голова тощо.
Колегіальним виконавчим органом може бути дирекція, правління, ректорат, президія тощо.
Саме виконавчому органу надається право підписувати договори від імені юридичної особи. Це не означає, що виконавчий орган може підписати будь-який договір, можливо, для підписання певних договорів вимагається надання попередньої письмової згоди іншого органу.
Відомості про особу, яка має право підписувати договори та вчиняти дії від імені юридичної особи містяться в Єдиному державному реєстрі юридичних осіб та фізичних осіб-підприємців.

### Печатка
Ще однією особливістю правового регулювання юридичних осіб в Україні, що надійшла з радянського права, є використання печатки юридичними особами.
Так, кожна українська юридична особа повинна мати круглу печатку із зазначенням свого найменування, ідентифікаційного коду та назви адміністративно-територіальної одиниці, в якій зареєстровано цю юридичну особу.
Підписи під договорами від імені юридичної особи підлягають скріпленню печаткою. Також печатка проставляється на певних документах, що подаються юридичними особами до органів державної влади.
Особливе значення печатки у діловому обороті України має наслідком спеціальне регулювання діяльності штемпельно-гравельних майстерень.

## Відповідальність юридичних осіб
Юридичні особи як учасники цивільних правовідносин несуть загальну цивільну відповідальність за порушення своїх зобов'язань.
Особливістю деліктної відповідальності юридичних осіб є те, що юридична особа несе деліктну відповідальність за дії своїх працівників, що вчинені ними під час виконання своїх трудових обов'язків.
Також юридичні особи несуть адміністративну відповідальність, фінансову відповідальність, конституційну відповідальність. Як роботодавець юридична особа несе відповідальність за порушення трудового законодавства.
Останнім часом в Україні та світі активно розвивається інститут кримінальної відповідальності юридичних осіб.

## Види юридичних осіб
Юридичні особи, залежно від порядку їх створення, поділяються на:
- юридичних осіб приватного права;
- юридичних осіб публічного права.

Підприємницькі юридичні особи:
- господарське товариство
- колективне підприємство (юридична особа, створена декількома юридичними або фізичними особами для отримання прибутку, наприклад, колективне сільськогосподарське підприємство, спільне підприємство тощо)
- приватне підприємство (юридична особа, створена фізичною особою як єдиним засновником)
- дочірнє підприємство (юридична особа, створена юридичною особою як єдиним засновником)
- державне підприємство (юридична особа, створена для здійснення господарської діяльності державою як єдиним засновником)
- казенне підприємство (юридична особа, створена для здійснення господарської діяльності державою як єдиним засновником)
- комунальне підприємство (юридична особа, створена для здійснення господарської діяльності місцевою громадою як єдиним засновником)
- виробничий кооператив (юридична особа, створена шляхом об'єднання фізичних осіб для спільної виробничої або іншої господарської діяльності на засадах їх обов'язкової трудової участі з метою одержання прибутку)

Непідприємницькі юридичні особи:
- кредитна спілка
- установа (юридична особа, створена державою або органом місцевого самоврядування для здійснення відповідної публічної функції)
- споживчий кооператив (юридична особа, створена шляхом об'єднання фізичних та/або юридичних осіб з метою задоволення споживчих потреб його членів)
- громадська організація
- політична партія
- благодійна організація
- релігійне об'єднання
- об'єднання співвласників житла
- міжнародна організація
- тощо

## Види з точки зору доктрини загального права
Доктрина загального права виокремлює серед інших такі приклади юридичних осіб:
• Кооперативи, ділові організації, якими володіє або демократично керує група людей (або інших кооперативів) для їх взаємної вигоди.
• Корпорації – організації, створені статутом або хартією. Одноосібна корпорація є корпорацією, створеною єдиним учасником, з метою одержання певної правової вигоди або користі, зокрема, від вічного володіння, яке не може здійснювати фізична особа. Приклади – служитель релігії у відповідній правоздатності чи Корона в державах Співдружності. Колективна корпорація, у свою чергу, складається з більше ніж одного учасника. 
Муніципальні корпорації (муніципалітети) – це "створіння статуту" (створюються за вказівкою законодавця). Інші організації також можуть бути створені на основі статуту як юридичні особи, напр. Європейські об’єднання з економічною метою (EEIGs).
• Некорпоративні асоціації, які є сукупністю двох або більше осіб, розглядаються як юридичні особи лише в деяких юрисдикціях.
• Партнерство – створена за угодою сукупність двох або більше осіб для спільного ведення бізнесу з метою отримання прибутку. Традиційно, партнерства не мають триваючої правосуб’єктності, але багато юрисдикцій тепер розглядають їх як незалежну юридичну особу.
• Компанії, форма бізнес об’єднання, яка виконує функції промислового підприємства, часто є корпораціями, хоча компанії можуть приймати інші форми, такі як профспілки, компанії з необмеженою відповідальністю, трасти та фонди. Компанії з обмеженою відповідальністю – незалежно, чи є вони приватними компаніями, обмеженими поручителем (зазвичай неприбуткові організації), приватними компаніями, обмеженими акціями, чи є публічними компаніями з обмеженою відповідальністю – поєднують певні особливості як корпорації, так і партнерства. Різні типи мають складне розмаїття переваг і недоліків. 
• Суверенні держави є юридичними особами.
• У міжнародній правовій системі різні організації володіють правосуб’єктністю. Вони включають міжурядові організації (Організація Об'єднаних Націй, Рада Європи) та деякі інші міжнародні організації (включаючи Суверенний Військовий Орден Госпітальєрів Св. Іоанна Єрусалимського Родосу і Мальти, релігійний орден).
• Європейський союз має правосуб’єктність, відтоді як 1 грудня 2009 р. набув чинності Лісабонський договір. Те, що ЄС має правосуб’єктність, є передумовою, що дає можливість ЄС приєднатися до Європейської конвенції з прав людини (ECHR).
• Храми в деяких правових системах мають окрему правосуб’єктність. 
Не у всіх організацій є статус юридичної особи. Наприклад, рада директорів корпорації, законодавчий орган  або урядова агенція, як правило, не є юридичними особами, тому що у них немає можливості реалізовувати права незалежно від корпорації або політичного органу, частиною якого вони є.

## Поширення основних прав на юридичних осіб

### Бразилія
Термін юридична особа ("pessoa jurídica" португальською мовою) використовується в юридичній науці для позначення організації з правами та обов'язками, яка також має правосуб’єктність. Їх регулювання засноване в значній мірі на Цивільному кодексі Бразилії та інших нормативних актах.

### Німеччина
Стаття 19 (3) німецької Конституції встановлює: "Основні права повинні також застосовуватися до внутрішніх юридичних осіб, наскільки це допускає природа таких прав ". 

### Італія
В Італії профспілки мають правосуб’єктність, як визначено у статті 39, пункті 4 Конституції: 
"Зареєстровані профспілки є юридичними особами. Вони можуть через об'єднане представництво, пропорційне їх членству, укладати колективні трудові угоди, які мають обов'язковий ефект для всіх осіб, що належать до категорій, згаданих в угоді".

### Китайська Народна Республіка
Типовим для континентальних правових систем  прикладом поняття юридичної особи є  стаття 36 глави 3 Загальних принципів Цивільного права Китайської Народної Республіки "Юридична особа є організацією, що має здатність володіти цивільними правами і здатність до цивільно-правової поведінки і самостійно володіє цивільними правами і бере на себе цивільні обов'язки відповідно до закону ".  Слід відзначити, що термін цивільне право (civil right) у континентальних правових системах означає дещо загалом інакше, ніж в системах загального права.

### Сполучені Штати Америки
Частково ґрунтуючись на принципі, що юридичні особи є просто організаціями фізичних осіб, і частково – на історії тлумачення законодавчого терміну "person", Верховний Суд США неодноразово зазначав, що певні конституційні права поширюються і на юридичних осіб (таких, як корпорації та інші організації). Це правило іноді цитується з посиланням на Santa Clara County v. Southern Pacific Railroad, тому що судовий репортер включив до коментарів зроблену до початку судових дебатів заяву голови Верховного Суду, в якій він, звертаючись до сторін, сказав, що «суд не хоче чути дебати щодо питання, чи поширюється на корпорації положення Чотирнадцятої поправки до Конституції, яка забороняє штату відмовляти будь-якій особі в межах його юрисдикції у рівному правовому захисті. Ми всі маємо думку, що може.» Пізніше ці позапроцедурні коментарі інтерпретували як частину судового рішення.  У результаті на підставі Першої Поправки Конгрес не має права обмежувати свободу слова корпорації, політичної організації або визначати зміст публікацій місцевої газети,  і на підставі Клаузи про належну правову процедуру уряд штату не має права забрати власність корпорації без належної процедури і справедливого відшкодування. Такий захист поширюється на всіх юридичних осіб, а не лише на корпорації.
Важливою складовою відповідного прецедентного права є рішення Верховного Суду  Citizens United v. Federal Election Commission, яке визнало неконституційними певні обмеження щодо витрат на корпоративні кампанії під час виборів. 

### Книги
- Binder J. Das Problem der juristischenPersönlichkeit. — 1907.
- Saleilles R. De La PersonalitéJuridique: Histoire et Théories. — 1922.
- Hallis F. Corporate Personality: A Study in Jurisprudence. — 1930.
- Duff P. W. Personality in Roman Private Law. — 1938.
- Cooke C. A. Corporation, Trust and Company: A Legal History. — 1950.
- Watson A. The Law of Persons in the Later Roman Republic. — 1967.
- Guterman S. The Principle of the Personality of Law in the Germanic Kingdoms of Western Europe from the Fifth to the Eleventh Century. — 1990.

### Статті
- Дочірня юридична особа // Юридична енциклопедія : [у 6 т.] / ред. кол.: Ю. С. Шемшученко (відп. ред.) [та ін.]. — К. : Українська енциклопедія ім. М. П. Бажана, 1998. — Т. 2 : Д — Й. — 744 с. — ISBN 966-7492-00-8.
- Національність юридичної особи // Юридична енциклопедія : [у 6 т.] / ред. кол.: Ю. С. Шемшученко (відп. ред.) [та ін.]. — К. : Українська енциклопедія ім. М. П. Бажана, 2002. — Т. 4 : Н — П. — 720 с. — ISBN 966-7492-04-4.
- Особа юридична // Юридична енциклопедія : [у 6 т.] / ред. кол.: Ю. С. Шемшученко (відп. ред.) [та ін.]. — К. : Українська енциклопедія ім. М. П. Бажана, 2002. — Т. 4 : Н — П. — С. 352. — ISBN 966-7492-04-4.
- Керівники юридичної особи (крім банку) // Термінологічний словник з питань запобігання та протидії легалізації (відмиванню) доходів, одержаних злочинним шляхом, фінансуванню тероризму, фінансуванню розповсюдження зброї масового знищення та корупції / А. Г. Чубенко, М. В. Лошицький, Д. М. Павлов, С. С. Бичкова, О. С. Юнін. — Київ : Ваіте, 2018. — С. 331. — ISBN 978-617-7627-10-3.
- Dewey J. The Historic Background of Corporate Legal Personality // Yale Law Journal. — 1926. — Vol. 35, no. 6 (April). — P. 655-673.
- Machen A. W. Corporate Personality // Harvard Law Review. — 1910. — Vol. 24, no. 4 (February). — P. 253-267.
- Коструба А. В. Теория юридического лица: интегративній подход // Проблемы  гражданского  права  и  процесса : сб.  науч.  ст. :  вып.  5 / редкол.: И. Э. Мартыненко (гл. ред.) [и др.] ; ГрГУ  им.  Я.  Купалы. — Гродно : ГрГУ, 2020. — С. 79-86. — ISSN 2709-2011.
- Шелест М. В. Держава як юридична особа публічного права: стан проблеми // Форум права. — 2009. — № 3. — С. 677—685. — УДК 347.193.4. — ISSN 1995-6134.